# Sahun (jezero)
Sahun (perz. ساهون) je jezero u pokrajini Mazandaran na sjeveru Irana, oko 25 km istočno od vulkana Damavanda odnosno 95 km od Amola. Smješten je na središnjem dijelu Alborza odnosno u aluvijalnoj dolini između planina Kuh-e Sahun i Kuh-e Kalav-Mirestan, a nadmorskom visinom od 3077 m predstavlja jedno od najviših jezera u državi. Jezero ima površinu od približno 1,0 ha, dubinu do 2,0 m i zapreminu od 10 tisuća m³. Proteže se oko 150 m u smjeru sjever−jug, a širina mu oscilira do najviše 100 m. Najbliža naselja koja gravitiraju jezeru su Hare (7,5 km sjeverozapadno), Nava (12,5 km zapadno) i Ardžomand (15 km istočno). S potonjim naseljem jezero je povezano lokalnom cestom.
Sahun se u najširem hidrološkom i hidrogeološkom smislu klasificira pod slijev Kaspijskog jezera s kojim ga povezuju rijeke Rud-e Sahun i Haraz-Rud. Uži slijev sa Sahunom u žarištu ima površinu od približno 20 km² i njegove razvodnice određene su vrhovima četiriju planinama koje se pružaju u smjeru istok−zapad odnosno prijevojima između istih. Vrhovi Kuh-e Sahuna (3616 m) i Kuh-e Kalav-Mirestana (3601 m) na sjeveru odnosno zapadni prijevoj odvajaju jezerski slijev od porječja Rud-e Sahuna, dok ga planine Šah-Tape (3859 m) i Ab-Riz Hak-Riz (3376 m) odnosno prijevoj Gardane-je Narkeš (3169 m) dijele od porječja Rud-e Nimruda i Rud-e Heble odnosno slijeva Dašt-e Kavira. Jezero se vodom opskrbljuje prvenstveno pomoću južnih pritoka koji nastaju proljetnim otapanjem ledenjaka, a otječe Rud-e Sahun prema sjeveru. Dolinom Sahuna prevladava snježno-šumska klima (Dsa) s prosječnom godišnjom količinom padalina od 280−500 mm.
Identificirane vrste u okolici jezera su šaš Carex pycnostachya, obični borak (Hippuris vulgaris), češljasti mrijesnjak (Potamogeton pectinatus), barska žabokrečina  (Zannichellia palustris), vrste zelenih algi iz roda Chara, te mješinke U. australis, U. bremii i U. minor.

## Poveznice
- Zemljopis Irana
- Popis iranskih jezera